# Scolopendra clavipes
Scolopendra clavipes är en mångfotingart som beskrevs av Carl Ludwig Koch 1847. Scolopendra clavipes ingår i släktet Scolopendra och familjen Scolopendridae. Inga underarter finns listade i Catalogue of Life.